# LAROM
LAROM este un aruncător de proiectile reactive dezvoltat de către firma Aerostar Bacău din România și firmele Elbit și IMI din Israel. Acest sistem artileristic are la bază aruncătorul APRA-40, o variantă locală a sistemului sovietic BM-21 GRAD. Programul de modernizare a fost demarat în anul 1996, primele lansatoare fiind livrate Forțelor Terestre Române în anul 2001. În prezent, LAROM reprezintă sistemul de artilerie cu cea mai mare putere de foc din dotarea Armatei Române.

## Dezvoltare

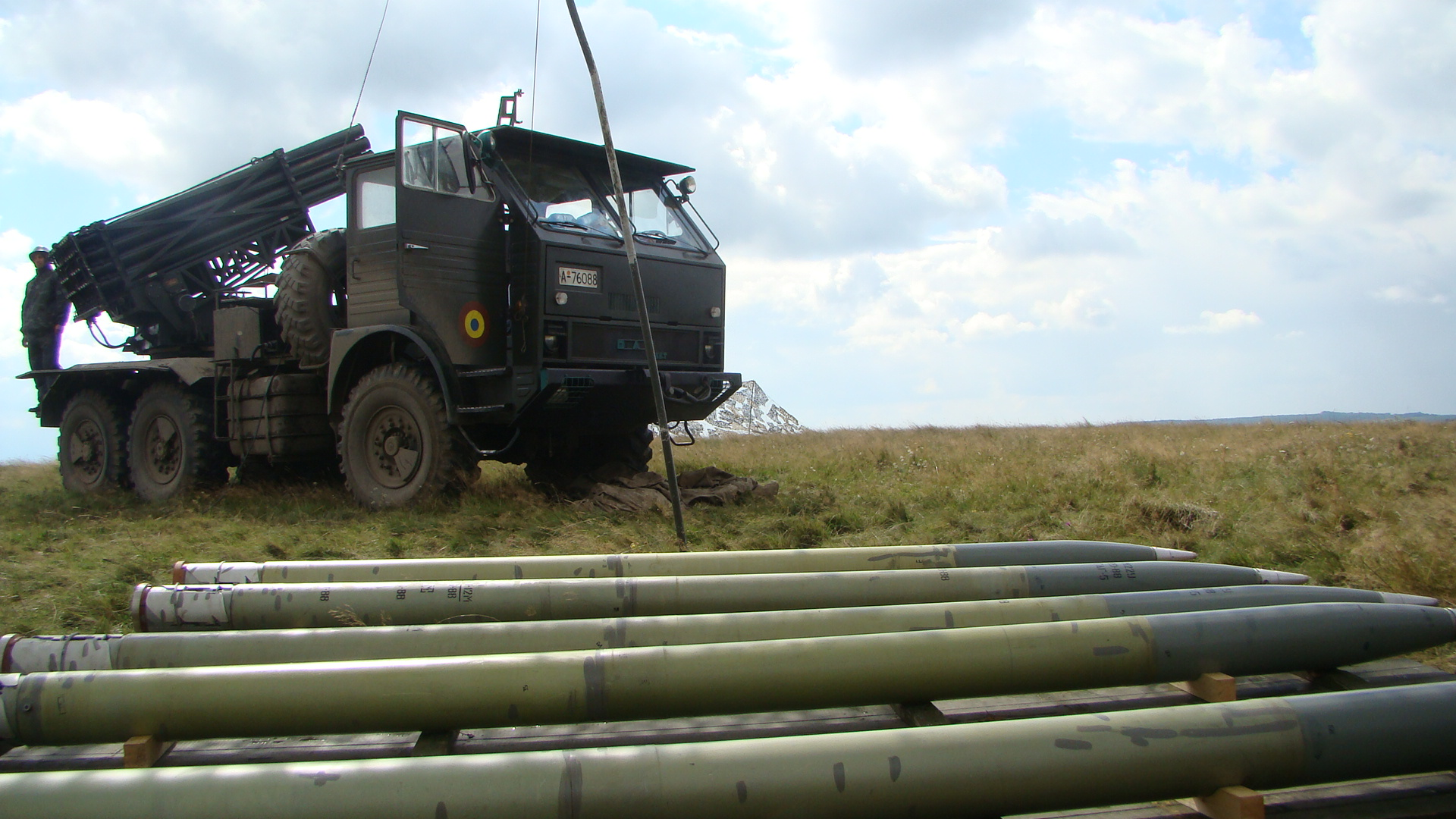
Aruncătorul APRA-40 122C model 1988 pe șasiu DAC 665T și rachetele de 122 mm

Programul de modernizare a aruncătoarelor de proiectile reactive APRA-40 model 1988 a fost demarat în anul 1996, costul estimat fiind de aproximativ 20 de milioane de dolari pentru trei divizioane. Scopul programului a fost asigurarea interoperabilității cu sistemele NATO, integrarea rachetei nedirijate cu bătaie de 45 kilometri, implementarea sistemului de conducere a focului la nivel de divizion și îmbunătățirea parametrilor de performanță (bătaie, putere de foc, precizie, mobilitate). În cadrul programului de modernizare au fost implicate firme din țară precum Aerostar Bacău, Roman SA Brașov, Elprof și Electromagnetica din București. Din străinătate au fost implicate firmele Elbit (unele componente ale sistemului de conducere a focului) și Israel Military Industries (rachetele LAR Mk.4 de calibrul 160 mm). Contractul pentru modernizarea aruncătoarelor APRA-40 a fost însă renegociat din cauzat costurilor suplimentare în anul 2000 și apoi în anul 2004. Astfel, costul final estimativ a fost de peste 160 de milioane de dolari pentru numai două divizioane, fapt care a stârnit unele controverse.

## Utilizatori
- România - 48 de aruncătoare aflate în dotarea Forțelor Terestre Române, toate fiind repartizate Brigăzii 8 LAROM "Alexandru Ioan Cuza" din Focșani.[4]

### Sisteme comparabile
- RM-70
- M-77 Oganj
- WR-40 Langusta